# Berthold
Berthold ist ein männlicher Vor- und Familienname.

## Herkunft
Der Name stammt von ahd. „beruht“ (glänzend) und „waltan“ (herrschen).

## Verbreitung
Berthold war ein oft benutzter Vorname der Herzöge von Zähringen und ist deshalb in Süddeutschland stark verbreitet. Im 19. Jahrhundert wurde er durch die Ritterdichtung und die romantische Literatur neu belebt. Heutzutage wird der Name allerdings nicht mehr so oft gewählt.

## Namenstage
- 29. März: Berthold von Kalabrien
- 27. Juli: Berthold von Garsten
- 14. Dezember: Berthold von Regensburg

## Varianten
- männlich: Barthold, Bertolt, Berthelt, Bertold, Bertholdt, Bert, Berti, Bertl, Berto, Berchtold, Tölke (niederdeutsch), Bertoldo
- skandinavisch: Bertel, Bertil
- weiblich: Berta, Bertha

## Namensträger

### Einname

#### Herrscher
auch deren Angehörige, Ritter usw.
- Berthold (Bayern), Herzog von Bayern (938–947)
- Berthold I. (Breisgau) († 982), Graf im Breisgau und Vogt von Basel
- Berthold I. (Nidda) († 1162), Graf von Nidda
- Berthold I. (Zähringen) (um 1000 – 1078), Herzog von Kärnten, Markgraf von Verona
- Berthold I. (Ziegenhain) (um 1207 – 1258), Graf von Ziegenhain und Nidda zu Ziegenhain
- Berthold I. von Schwarzenburg († vor 1108), von 1048 bis 1069 Vogt von Regensburg und St. Emmeram
- Berthold II. (Breisgau) († 1006), Graf des Breis- und ab 991 des Thurgaues
- Berthold II. von Schwarzenburg bei Rötz († 1147/48), bayerischer Adliger und Teilnehmer des zweiten Kreuzzuges
- Berthold II. (Katzenelnbogen) († nach 1217), deutscher Ritter und Teilnehmer des vierten Kreuzzuges
- Berthold II. (Nidda) († spätestens 1205), Graf von Nidda
- Berthold II. (Zähringen) (um 1050 – 1111), Herzog von Schwaben, Herzog von Zähringen
- Berthold III. (Zähringen) (um 1085 – 1122), Herzog von Zähringen
- Berthold IV. (Zähringen) (um 1125 – 1186), Herzog von Zähringen, Herzog von Burgund
- Berthold V. (Andechs) (um 1151 – 1188), Graf von Andechs, Graf von Diessen-Wolfratshausen, Markgraf von Istrien-Krain, Herzog von Meranien
- Berthold V. (Zähringen) (um 1160 – 1218), Herzog von Zähringen
- Berthold VI. (Andechs) († 1204), Graf von Andechs
- Berthold VII., Graf von Henneberg-Schleußingen (1284–1340)
- Berthold XI. von Wintzingerode (1505–1575), Grundherr der Herrschaft Bodenstein und Offizier in wechselnden Diensten
- Berthold von Hohenburg (1215–1256/57), Markgraf von Vohburg-Hohenburg
- Berthold von Reisensburg (auch Perchtold; um 930 – um 999), Sohn des bayrischen Pfalzgrafen Arnulf II.
- Berthold von Rheinfelden (* um 1060; † 1090), Herzog von Schwaben
- Berthold von Schweinfurt († 980), Graf im Radenzgau, in der unteren Naab, im Volkfeld, Markgraf, Graf im östlichen Franken
- Berthold Markgraf von Baden (1906–1963), von 1928 bis 1963 Chef des Hauses Baden

#### Geistliche
- Berthold (Ebrach), Abt von Ebrach (1252–1262)
- Berthold (Livland), († 1198), „Apostel der Liven“, zweiter Bischof in Livland
- Berthold (Münster) († um 880), Bischof von Münster
- Berthold I. (Abt von St. Blasien) († 1141), von 1125 bis 1141 Abt im Kloster St. Blasien im Südschwarzwald
- Berthold I. von Boblas († 1161), von 1154 bis 1161 Bischof von Naumburg
- Berthold I. von Henneberg († 1312), Bischof von Würzburg von 1267 bis 1274 und Weihbischof in Mainz
- Berthold I. von Teck († 1244), Bischof von Straßburg
- Berthold II. (Abt von St. Blasien) († 1308), von 1294 bis 1308 Abt im Kloster St. Blasien im Südschwarzwald
- Berthold II. (Naumburg-Zeitz) († nach 1. September 1219), von 1186 bis 1206 Bischof von Naumburg
- Berthold II. von Sternberg († 1287), von 1271 bis 1287 Bischof von Würzburg
- Berthold II. von Völkershausen (um 1320 – 1387), Abt der Reichsabtei Hersfeld
- Berthold VI. von Wintzingerode († 1326), katholischer Geistlicher und Diplomat
- Berthold von Bussnang († 1183), von 1174 bis 1183 Bischof von Konstanz
- Berthold von Freiburg (vor 1257 – nach 1298), Dominikaner, Übersetzer einer Bußsumme
- Berthold von Garsten (um 1090 – 1142), Abt des Klosters Garsten
- Berthold von Helfenstein († 1233), von 1228 bis zu seinem Tod Bischof von Chur
- Berthold von Henneberg (1441/1442–1504), Erzbischof von Kurmainz, damit Reichserzkanzler und Kurfürst des Heiligen Römischen Reiches
- Berthold von Kalabrien († um 1195), Einsiedler und Ordensgründer
- Berthold von Leiningen († 1285), von 1257 bis 1285 Bischof von Bamberg
- Berthold von Moosburg (Bischof) († nach 1106), Gegenerzbischof der Erzdiözese Salzburg
- Berthold von Moosburg (Dominikaner) († 1361), deutscher Philosoph
- Berthold von Neuenburg (Basel) († 1133/1137), Bischof von Basel
- Berthold von Neuenburg (Lausanne) († 1220), Bischof von Lausanne
- Berthold von Pfirt († 1262), von 1248 bis 1262 Bischof von Basel
- Berthold von Pietengau († 1254), von 1250 bis 1254 Fürstbischof im Bistum Passau
- Berthold von Regensburg (um 1210 – 1272), mittelalterlicher Prediger
- Berthold von Reichenau (um 1030 – 1086), Mönch und Historiker des 11. Jahrhunderts
- Berthold Schwarz (14. Jahrhundert), Franziskaner und Alchemist, angeblich Erfinder des Schwarzpulvers
- Berthold von Trier (auch Bertulf oder Bertholf), von 869 bis 883 Erzbischof von Trier, siehe Bertolf von Trier
- Berthold von Urach († 1242), von 1207 bis 1221 Abt von Tennenbach und von 1221 bis 1230 Abt von Lützel
- Berthold von Wehingen (* um 1345; † 1410), Bischof von Freising und kurzzeitig auch Gegen-Erzbischof von Salzburg
- Berthold von Zeltschach, der zweite Bischof von Gurk
- Berthold von Zollern (1320–1365), Fürstbischof von Eichstätt
- Berthold von Zwiefalten (um 1090 bis nach 1169), Abt des Klosters Zwiefalten und Chronist

### Vorname
- Berthold Auerbach (1812–1882), deutscher Schriftsteller
- Berthold Beitz (1913–2013), deutscher Unternehmer in der Montanindustrie
- Berthold Boeß (1877–1957), deutscher Bildhauer und Porzellanbildner
- Berthold von Bohlen und Halbach (1913–1987), deutscher Industrieller
- Berthold Brecht (eigentlich Eugen Berthold Brecht), siehe Bertolt Brecht
- Bertolt Brecht (1898–1956), deutscher Dramatiker und Lyriker
- Berthold Dietz (1935–2023), deutscher Bildhauer
- Bertolt Flick (* 1964), deutscher Unternehmer
- Berthold von Freydorf (1820–1878), badischer Offizier
- Berthold Furtmeyr (15. Jahrhundert), deutscher Miniaturenmaler
- Berthold Goldschmidt (1903–1996), deutsch-britischer Komponist
- Berthold von Herbolzheim (12. Jahrhundert), mittelalterlicher Dichter
- Bertolt Hering (* 1961), deutscher Filmemacher, Maler und Farbenforscher
- Berthold von Holle (13. Jahrhundert) deutscher Dichter
- Berthold Horn (* 1943), US-amerikanischer Informatiker und Hochschullehrer
- Berthold Huber (* 1950), deutscher Gewerkschafter (IG Metall)
- Berthold Jacob (1898–1944), deutscher Journalist und Pazifist
- Berthold Kegebein (1894–1977), deutscher Fotograf
- Berthold Kempinski (1843–1910), deutscher Weinhändler und Gastronom (Namensgeber der Hotelkette Kempinski)
- Berthold Knittel (1853–1940), deutscher Bildhauer
- Berthold Koletzko (* 1954), deutscher Kinder- und Jugendmediziner und Hochschullehrer
- Berthold Landauer (vor 1396–1430/1432), deutscher Maler
- Berthold Lange (1810–1844), deutscher römisch-katholischer Geistlicher und Redakteur
- Berthold Leibinger (1930–2018), deutscher Industrieller und Mäzen
- Berthold Litzmann (1857–1926), deutscher Literaturhistoriker
- Berthold Lülf (* 1959), Bürgermeister von Ennigerloh
- Berthold Matschat (* 1963), deutscher Jazz- und Studiomusiker (Piano, Mundharmonika, Komposition) und Produzent
- Berthold Mayr (1925–2015), österreichischer Theologe, Priester, Historiker, Germanist, Pädagoge und Medienpfarrer
- Bertolt Meyer (* 1977), deutscher Psychologe, Universitätsprofessor, Musiker und Moderator
- Berthold Müller-Oerlinghausen (1893–1979), deutscher Bildhauer
- Berthold Otto (1859–1933), deutscher Reformpädagoge
- Berthold Rittberger (* 1975), deutscher Politikwissenschaftler, Hochschullehrer
- Berthold Ruppel († 1495), deutsch-schweizerischer Buchdrucker
- Berthold Schenk Graf von Stauffenberg (1905–1944), deutscher Jurist und Widerstandskämpfer
- Berthold Schick (* 1966), deutscher Musiker, Musiklehrer, Komponist und Arrangeur
- Berthold Schneider (Biometriker) (* 1932), deutscher Biometriker und Hochschullehrer
- Berthold Schneider (Mediziner) (* 1952), deutscher Chirurg und Hochschullehrer
- Berthold Schneider (Dramaturg) (* 1965), deutscher Intendant, Regisseur und Dramaturg
- Berthold Seemann (1825–1871), Botaniker, Gärtner, Pflanzensammler und Forschungsreisender
- Berthold Seliger (Ingenieur) (1928–2020), deutscher Raketenkonstrukteur
- Berthold Seliger (Autor) (* 1960), deutscher Konzertveranstalter und Publizist

- Berthold Spangenberg (1916–1986), deutscher Verleger
- Berthold Viertel (1885–1953), österreichischer Schriftsteller, Dramaturg, Essayist, Übersetzer und Film- und Theaterregisseur
- Berthold Warnecke (* 1971), deutscher Musikwissenschaftler, Dramaturg und Operndirektor

### Familienname

#### A
- Albert Berthold (1841–1926), Schauspieler und Theaterdirektor
- Anke Berthold, deutsche Filmeditorin
- Arno Berthold (Lyriker) (* um 1895; † nach 1936), deutscher Lyriker
- Arno Berthold (1908–1984), deutscher Politiker (SED), Oberst der Volkspolizei
- Arnold Adolf Berthold (1803–1861), deutscher Physiologe, Zoologe und Hochschullehrer

#### B
- Barbara Metselaar Berthold (1951–2024), deutsche Fotografin und Filmemacherin
- Birgit Berthold (* 1959), deutsche Schauspielerin

#### C
- Carl Berthold (1818–1884), deutscher Musiker, Feuerwerker und Fotograf

#### D
- Dorothee Berthold (* 1954), deutsche Politikerin (Bündnis 90/Die Grünen), MdL Sachsen-Anhalt

#### E
- Elena Berthold (* 1993), deutsche Theater- und Filmschauspielerin, Synchron- und Hörbuchsprecherin
- Eva Berthold (* 1937), deutsche Schauspielerin und Synchronsprecherin

#### F
- Felix Berthold (Alexander Heinrich Felix Berthold; 1859–1909), deutscher Stabs- und Garnisonarzt, Fabrikant
- Frederic Berthold (* 1991), österreichischer Skirennläufer
- Fritz Josef Berthold (1909–1981), deutscher Rechtsanwalt

#### G
- Gerhard Berthold (1891–1942), deutscher Generalleutnant im Zweiten Weltkrieg
- Gottfried Berthold (1854–1937), deutscher Botaniker und Pflanzenphysiologe
- Gotthelf Leberecht Berthold (1796–1851), deutscher Schauspieler und Sänger
- Gustav Adolph Berthold (1819–1894), deutscher Schriftsteller und Maler

#### H
- Hans Berthold, Pseudonym von Franz Zach (1876–1942), österreichischer katholischer Geistlicher und Publizist
- Hans Berthold (Rennfahrer) (bl. 1920er-Jahre), deutscher Automobilrennfahrer
- Hans Berthold (Musiker) (* 1931), deutscher Violoncellist, Kontrabassist und Akkordeonist
- Hans-Georg Berthold (* 1927), deutscher Rundfunkintendant
- Hans James Berthold (Hans Berthold; Monogramm HB; 1884–?), deutscher Maler. Zeichner und Grafiker
- Hans Joachim Berthold (1923–2022), deutscher Chemiker und Hochschullehrer
- Heinrich Berthold (1856–1935), deutscher Politiker (SPD), MdR
- Heinz Berthold (Parteifunktionär) (1924–2010), deutscher Parteifunktionär (SED)
- Heinz Berthold (Religionshistoriker) (1927–2017), deutscher Religionshistoriker
- Helene Berthold (Helene Berthold-Schwiebus; 1855–1925), deutsche Schriftstellerin
- Helmut Berthold (1911–2000), deutscher Handballspieler
- Hermann Berthold (1831–1904), deutscher Schriftgießer und Unternehmer
- Hermine Berthold (1896–1990), deutsche Widerstandskämpferin und Politikerin (SPD), MdBB
- Horst Berthold (1913–1985), deutscher Ingenieur und Hochschullehrer

#### J
- Jens Berthold (Schauspieler) (1964–1994), deutscher Theaterschauspieler
- Jens Berthold (* 1969), deutscher Prähistoriker und Mittelalterarchäologe
- Joachim Berthold (1917–1990), deutscher Bildhauer
- Joaquín Berthold (* 1980), argentinischer Schauspieler
- Johannes Berthold (Maler) (1898–1987), deutscher Maler, Grafiker und Bildhauer
- Johannes Berthold (Theologe) (1954–2024), deutscher Theologe und emeritierter Professor
- Jonathan Christoph Berthold (1787–1864), deutscher Arzt und der erste Homöopath der Oberlausitz
- Josef Berthold (1895–1986), deutscher Politiker (SPD)
- Julius Berthold (1845–1934), deutscher Maschinenfabrikant

#### K
- Karl Berthold (1889–1975), deutscher Goldschmied und Parteifunktionär (NSDAP)
- Klaus Jürgen Berthold (* 1948), deutscher Schriftsteller und Gymnasiallehrer
- Kurt Berthold (1902–1977), deutscher Fechtmeister

#### L
- Leon Berthold (* 2000), Schweizer Hindernisläufer
- Leopold Berthold (* 1967), österreichischer Politiker (SPÖ)
- Lothar Berthold (1926–2007), deutscher Historiker und SED-Funktionär
- Lotte Berthold (1773–1826), deutsche Schriftstellerin, Pseudonym von Charlotte Kanitz
- Luise Berthold (1891–1983), deutsche Germanistin, Dozentin der Philipps-Universität Marburg

#### M
- Martina Berthold (* 1970), österreichische Politikerin (Grüne)
- Mathias Berthold (* 1965), österreichischer Skirennläufer
- Melchior Berthold (auch Bartholdt; † 1698), Bürgermeister der Stadt Brilon
- Michael Berthold (1882–1956), österreichischer Landespolitiker

#### N
- Norbert Berthold (* 1952), deutscher Ökonom und Hochschullehrer

#### P
- Paul Berthold (Politiker) (1855–1917), deutscher Sozialpolitiker
- Paul Berthold (1859–1936), österreichisch-deutsche Frauenrechtlerin, siehe Bertha Pappenheim
- Peter Berthold (* 1939), deutscher Ornithologe

#### R
- Richard Berthold (1927–2007), deutscher Manager
- Rolf Berthold (1938–2018), deutscher Diplomat (DDR)
- Rudolf Berthold (Jagdflieger) (1891–1920), deutscher Jagdflieger
- Rudolf Berthold (Werkstoffprüfer) (1898–1960), deutscher Pionier der zerstörungsfreien Materialprüfung
- Rudolf Berthold (Fußballspieler) (1903–1976), deutscher Fußballspieler
- Rudolf Berthold (Historiker) (1922–2010), deutscher Historiker

#### T
- Theodor Berthold (Musiker) (1815–1882), deutscher Organist
- Theodor Berthold (1841–1909), deutscher Schriftsteller
- Thomas Berthold (* 1962), österreichischer Musiker, siehe Markus Wolfahrt und Thomas Berthold
- Thomas Berthold (* 1964), deutscher Fußballspieler

#### V
- Vanessa Berthold (* 1988), deutsche Autorin, Redakteurin, Cutterin sowie Schauspielerin
- Volker Berthold (* 1935), deutscher Ausstellungsgestalter und Architekt

#### W
- Werner Berthold (Bibliothekar) (1921–2017), deutscher Bibliothekar und Germanist
- Werner Berthold (Historiker) (1923–2017), deutscher Historiker
- Wilhelm Berthold (1881–1969), deutscher Schauspieler, Regisseur und Theaterdirektor
- Will Berthold (1924–2000), deutscher Schriftsteller und Sachbuchautor